# شيكاغو ستينغ
شيكاغو ستينغ هو نادي كرة قدم أمريكي أٌسس عام 1974. يلعب النادي في دوري أمريكا الشمالية لكرة القدم.
اسم النادي نسبة إلى فيلم "اللدغة" عام 1973، والذي تدور أحداث قصتة في شيكاغو في عقد 1930.